# Atelopus peruensis
Atelopus peruensis és una espècie d'amfibis de la família dels bufònids.
És endèmica del Perú. El seu hàbitat natural inclou prats tropicals o subtropicals a gran altitud i rius, entre els 2800 i 4200 msnm.
El gripau endèmic del Perú està present en el Parc Nacional Huascarán, en la Reserva Nacional Calipuy, a més del Santuari Nacional Calipuy.
Segons la UICN, des de 2004 aquesta espècie està en perill crític d'extinció. Aquesta espècie era molt abundant fins a 1992, però segons estudis, en els últims 10 anys hi ha hagut un descens dràstic de la seva població en més del 80%. El descens pot ser a causa de la quitridiomicosis. Però no és suficient, ja que l'estudi i control de les malalties i els programes de cria en captivitat són actualment claus per salvar a aquests gripaus únics en el Perú.
No compta amb nom en català o castellà però en anglès és Perú stubfoot toad.